# Jürgen Detlefsen
Jürgen Detlefsen (* 3. Oktober 1943 in Dresden; † 12. November 2016) war ein deutscher Ingenieur für Elektrotechnik und Hochschul-Professor für Hochfrequenztechnik.

## Leben
Jürgen Detlefsen war der Sohn von Margareta Detlefsen, geborene Niederauer, und des kaufmännischen Revisors Erich Detlefsen. Nach seiner Schulausbildung begann er das Studium der Elektrotechnik an der damaligen Technischen Hochschule (TH) und heutigen Technischen Universität (TU) München (TUM), das er 1967 als Diplom-Ingenieur (Dipl.-Ing.) abschloss. Ab 1968 war er Diplom-Wirtschaftsingenieur.
Er wurde 1971 bei Horst Groll an dessen Lehrstuhl für Mikrowellentechnik zum Doktor-Ingenieur (Dr.-Ing.) promoviert, war 1968 bis 1974 Wissenschaftlicher Assistent, von 1974 bis 1980 Oberingenieur und habilitierte sich im Jahr 1978 in München mit einer Arbeit über Abbildung mit Mikrowellen. 1980 erhielt er den NTG-Preis und wurde an der TU München zum Professor für Funkortung und Funknavigation ernannt, bevor ihm 1988 dort das Fachgebiet „Hochfrequente Felder und Schaltungen“ übertragen wurde, das er als Extraordinarius bis zu seiner Pensionierung am 31. März 2012 innehatte.
Detlefsen betreute zahlreiche Diplomanden und Doktoranden. Er war Mitglied in der International Union of Radio Science (URSI), des Sonderausschusses Radartechnik der Deutschen Gesellschaft für Ortung und Navigation (DGON) und des Fachausschusses Mikrowellentechnik der Informationstechnische Gesellschaft (ITG). Im Jahr 2003 war er Vorsitzender der European Conference on Wireless Technology (ECWT 2003) und 2007 der European Radar Conference (EuRad). Detlefsen war ab 1969 mit Gisela Detlefsen, geborene Hitzler, verheiratet und hatte drei Kinder. Er war evangelisch, lebte in Berg am Starnberger See und starb im Alter von 73 Jahren.

## Schriften (Auswahl)
- Abbildung mit Mikrowellen. VDI-Verlag, 1979, ISBN 978-3-181-40510-9.
- mit Uwe Siart: Grundlagen der Hochfrequenztechnik. Oldenbourg Wissenschaftsverlag, 4., aktualisierte Auflage. 2012, ISBN 978-3-486-70891-2.